# Eugène Mattelaer
Eugène Mattelaer (Kortrijk, 26 juli 1911 - Knokke-Heist, 18 mei 1999) was een Belgische doctor in de geneeskunde, stomatoloog, dichter en politicus in de gemeente Knokke-Heist.

## Jeugd
Mattelaer was de tweede van de tien kinderen van apotheker Pierre Mattelaer (1880-1941) en Philomene Briers (1883-1957). Hij trouwde in Knokke in 1937 met Lieve De Beir. Ze hadden verschillende kinderen.
Hij volgde de Latijns-Griekse humaniora aan het Sint-Amandscollege in Kortrijk. Hij was er actief in het Algemeen Katholiek Vlaams Studentenverbond (AKVS). Vanaf september 1927 was hij hoofdredacteur van het clandestiene blaadje Gildeblad. Dit kostte hem een tijdelijke wegzending van school.

## Student
Hij studeerde geneeskunde in Leuven (1929-1935).
In 1930-1931 was hij binnen het AKVS ondervoorzitter van gouw West-Vlaanderen en zetelde in het hoofdbestuur. Hij was secretaris in dit hoofdbestuur (1931-1933) en beheerder van het tijdschrift De Blauwvoet. Hij nam deel aan de besprekingen met kanunnik Karel Dubois over de plaats die het AKVS binnen de opkomende Katholieke actie kon innemen.
In 1934-1935 was hij praeses van het Katholiek Vlaams Hoogstudentenverbond (KVHV) in een periode van spanningen tussen uiteenlopende gezindten. Hij slaagde erin de eenheid te bewaren en nam initiatieven zoals het omvormen van Ons Leven tot weekblad, het oprichten van een studentenrestaurant en het stichting van een vereniging van Sociale Hulp.
Hij was ook praeses van Moeder Kortrijkse en lid van het Senioren Konvent.

## Arts
Hij behaalde in 1935 zijn diploma van arts aan de Katholieke Universiteit Leuven en van tandheelkundige aan de Universiteit Gent.
Na zijn legerdienst werd hij in 1937 assistent in de heelkundige dienst van de Heilig-Hartkliniek in Oostende, bij dr. Depuydt. Tijdens de meidagen 1940 deed hij dienst als officier-geneesheer in Namen. Na een korte krijgsgevangenschap in Colditz, behaalde hij zijn licentiaatsdiploma in de tandheelkunde. Hij bevorderde tot luitenant-kolonel geneesheer.
In 1942 vestigde hij zich als stomatoloog samen met zijn echtgenote, eveneens tandarts, in haar ouderlijk huis, het nabij de Lippenslaan gelegen Zwart Huis dat in opdracht van haar vader dokter Raymond De Beir werd gebouwd (1924) naar plannen van architect Huib Hoste.
Hij oefende het beroep uit tot in 1976.
Tijdens de laatste oorlogsmaanden, toen Knokke van de rest van het bevrijde België was afgesneden, was hij bijzonder actief bij het verzorgen van gewonden in het hospitaal van het Rode Kruis op het Verweeplein.
Hij speelde een belangrijke rol in de vernederlandsing van het Rode Kruis. Hij was een van de grondleggers en van 1976 tot 1981 de ondervoorzitter van de Vlaamse Gemeenschap van het Rode Kruis.

## Politiek
In 1945 werd in Knokke een afdeling opgericht van de pas gestichte Christelijke Volkspartij. Mattelaer werd er medevoorzitter van. Dit waren zijn eerste stappen in de politiek.
In het vooruitzicht van de gemeenteraadsverkiezingen van 1946 werden gesprekken gevoerd tussen Léon Lippens, John Verhulst, de dominicaan Vincent Dewilde en Eugène Mattelaer, met het doel een lijst 'Gemeentebelangen' op te stellen, die een zo ruim mogelijke deelname van uiteenlopende strekkingen zou realiseren. Ze slaagden erin de CVP en een aantal apolitieke personen te overtuigen, maar niet de liberale partij die afzonderlijk verder wilde werken.
Mattelaer was van 1954 tot 1958 lid van de provincieraad van West-Vlaanderen voor de CVP.

## Burgemeester
Van 1 januari 1947 tot 1966 was hij schepen van Knokke. Hij werd er in 1966 burgemeester van, in opvolging van Léon Lippens en bleef dit tot in 1971.
Na de gemeentelijke fusie was hij burgemeester van de gemeente Knokke-Heist tot in 1973.

## Andere activiteiten

### Geneeskunde
- Lector aan de Katholieke Universiteit Leuven
- Lid van de provinciale gezondheidscommissie
- Nationaal voorzitter van de geneesheren-mondartsen in België
- Nationaal bestuurslid Anti-venerische Liga
- Nationaal ondervoorzitter geneesheren - reserveofficieren
- Provinciaal voorzitter en lid van de Nationale Raad van het Belgische Rode Kruis

### Cultuur
- Lid van de provinciale commissie voor letterkunde
- Bestuurslid Christelijk Vlaams Kunstenaarsverbond
- Stichter en erevoorzitter Culturele Raad Knokke
- Erevoorzitter Stedelijke harmonie 'De zeegalm'
- Voorzitter en erevoorzitter Volksontwikkeling - Davidsfonds Knokke

### Kerk
- Voorzitter van de vereniging 'Pro Petri Sede', West-Vlaanderen

## Publicaties

### Poëzie
In Knokke werd, na de oorlog, een tweejaarlijks internationaal poëziecongres gehouden. Mattelaer stond bekend als verdienstelijk dichter. Hij publiceerde een vijftiental bundels, onder meer:
- Terugblik, Knokke, 1966
- Kring des Levens, Knokke, 1969
- Liber Amicitiae, Knokke, 1972
- Houd ze brandend de lamp, Knokke, 1974, 1975, 1980
- De andere oever, Knokke, 1976
- Ontmoeting, Knokke, 1977
- Nooit de moed opgeven (een kort gedicht van 2 x 5 regels in 750 talen), Knokke, werd geschreven in volle oorlogsperiode (oktober 1944) en werd pas veel later uitgegeven in verschillende edities (1978, 1979, 1981) en bevatte telkens meer talen dan de vorige uitgave. De editie van 1982 had al 700 vertalingen. Het gedicht werd vermeld in het Guinness Book of Records als het meest vertaalde Nederlandse gedicht.
- In Vlaanderens velden. Een boek over strijd en vrede, Vertaling van In Flanders Fields van John McCrae, Knokke, 1982.

### Memoires
- Als 't gemeen u roept, verzorg het als uw eigen. 40 jaar politieke inzet, Knokke, 1991